# Anemone mirajabii
Anemone mirajabii är en ranunkelväxtart som beskrevs av R.A. Qureshi och M.N. Chaudhri. Anemone mirajabii ingår i släktet sippor, och familjen ranunkelväxter. Inga underarter finns listade i Catalogue of Life.